# Mark Sheehan
Mark Anthony Sheehan, född 29 oktober 1976 i Dublin, död 14 april 2023, var en irländsk singer-songwriter, gitarrist och producent. Han var med och grundade musikgruppen The Script.[källa behövs]